# Miloš Pavlović
Pour les articles homonymes, voir Pavlović.
Miloš Pavlović est un joueur d'échecs yougoslave puis serbe né le 5 janvier 1964 à Belgrade. Il obtient le titre de maître international en 1987 et celui de grand maître en 1993.
Il remporta le championnat de la République fédérale de Yougoslavie en 2002 et deux fois l'open du Festival d'échecs de Bienne (en 1998 et 2002).